# Ålbron
Ålbron är en by i Hofors kommun. I Ålbron finns en minigolfbana som arrenderas av Ålbrons bangolfklubb. Genom byn går riksväg 68.